# Théâtre Comœdia
Pour les articles homonymes, voir Théâtre Comédia et Comœdia (homonymie).

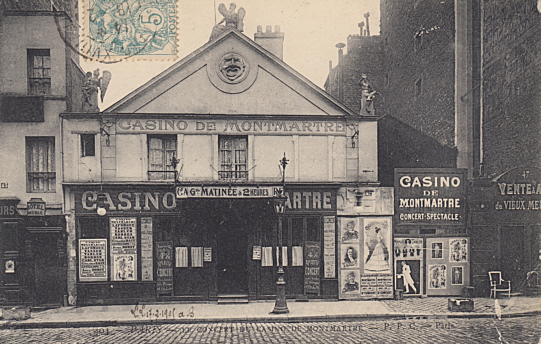
Le casino de Montmartre, carte postale envoyée en 1905

Le théâtre Comœdia est une salle de spectacle, aujourd'hui disparue, qui était située 47 boulevard de Clichy dans le 18e arrondissement de Paris.
Fondé en 1899 sous le nom de Casino de Montmartre, ce café-concert voit les débuts de chanteurs comme Maurice Chevalier. Rebaptisé Nouveau-Casino en juillet 1914 à la suite de travaux d'embellissement, il se spécialise dans le genre lyrique (opéras-bouffes, opérettes, etc.) à partir d'août 1919 sous le nom de Nouveau-Lyrique mais ferme quelques mois plus tard. Il rouvre en 1920 sous le nom de Comœdia. Son directeur Marcel Nancey, ex-propriétaire du Moulin-Bleu et des Deux-Masques, y donne des vaudevilles et des comédies légères, avec entre autres Marcel Maupi et Clary Monthal, qui connaissent un grand succès. À la suite de nouveaux travaux en 1929, le théâtre prend le nom Nouveau-Comœdia mais le goût du public a changé. Nancey décide alors de reconvertir la salle en cinéma en 1933. Il se retire en 1945. La salle, spécialisée dans les films d'épouvante, ferme définitivement en 1966. À sa place s'élève aujourd'hui un bureau de poste.